# Dischistus maculatus
Dischistus maculatus är en tvåvingeart som beskrevs av Hall 1976. Dischistus maculatus ingår i släktet Dischistus och familjen svävflugor. Inga underarter finns listade i Catalogue of Life.